# Ilmi Hallsten
Pour les articles homonymes, voir Ilmi et Hallsten.
Ilmi Hallsten, née Bergroth le 25 décembre 1862 à Föglö (grand-duché de Finlande, Empire russe) et morte le 4 janvier 1936 à Helsinki (Finlande), est une enseignante, féministe et femme politique finlandaise membre du Parti de la coalition nationale. Elle est députée entre 1919 et 1922.

## Biographie
Diplômée d'une école de filles en 1878 puis d'un établissement supérieur en 1881, Ilmi Bergroth effectue sa carrière dans l'enseignement. Elle est ainsi professeure de finnois à l'école suédoise de filles de Sahlberg (1879-1890), directrice de cet établissement (1889-1890), professeure de finnois dans un lycée (1891-1893), enseignante à la nouvelle école mixte suédoise (en) d'Helsinki (1891-1902), à l'école mixte finnoise d'Helsinki (1901-1905) puis à la nouvelle école suédoise de filles d'Helsinki (sv) (1909-1932). Elle est aussi superviseure des pratiques pédagogiques pour l'enseignement primaire dans une école supérieure finlandaise (1905-1925) et professeure d'études sociales au Collège postuniversitaire finlandais (1905-1925).
Elle dirige l'Association des femmes finlandaises de 1913 à 1936. Parmi les autres fonctions militantes ou associatives qu'elle a occupé figurent celles de présidente de la Confédération des syndicats de femmes, présidente du conseil d'administration de l'école d'artisanat d'Helsinki, présidente du conseil d'administration du séminaire d'Helsinki, vice-présidente du comité de travail de l'Association de protection des enfants du Général-Mannerheim, membre du conseil de l'École supérieure finlandaise et membre du comité des journaux du Conseil international des femmes.
En travaillant au sein de l'Association de protection des enfants du Général-Mannerheim, elle a dirigé le groupe de travail qui a développé le « panier », devenu le paquet de maternité ; il s'est répandu non seulement en Finlande mais aussi dans des dizaines de pays différents,.
Elle est élue députée lors des élections législatives de 1919 (en), représentant la circonscription de Turku-Nord. Elle est membre du groupe parlementaire du Parti de la coalition nationale. Elle siège jusqu'à la fin de la législature, en 1922.
Elle publie des manuels en langue finnoise et l'ouvrage La situation de la femme en Finlande en 1924, qui fut traduit en allemand et en finnois. La même année, elle participe à l'ouvrage Uranuurtajanaisia (« Femmes pionnières »).
Elle est l'épouse de l'homme politique Onni Hallstén.
Leurs enfants sont le député Rauno Kallia et Armi Hallstén-Kallia (fi), présidente de l'Association des femmes finlandaises.